# Август (Анхалт-Пльотцкау)
Вижте пояснителната страница за други личности с името Август.
Август фон Анхалт-Пльотцкау (на немски: August von Anhalt-Plötzkau, * 14 юли 1575 в Десау, † 22 август 1653 в Пльотцкау) от фамилията Аскани е княз на Анхалт (1586 – 1603) и княз на Анхалт-Пльотцкау (1603 – 1653).
Той е вторият син на княз Йоахим Ернст фон Анхалт (1536 – 1586) и втората му съпруга Елеонора фон Вюртемберг (1552 – 1618), дъщеря на херцог Христоф фон Вюртемберг.
През 1589 г. се решава страната Анхалт да се подели между братята. При подялбата през 1603 г. Август се отказва от част и е доволен с финансово обезщетение. През 1606 г. бртаята му поделят Анхалт. Йохан Георг става княз на Анхалт-Десау, Христиан княз на Анхалт-Бернбург, Рудолф княз на Анхалт-Цербст и Лудвиг княз на Анхалт-Кьотен. Княз Христиан фон Бернбург отстъпва през 1611 г. службата Пльотцкау, където Август управлява оттогава под Бернбургско ръководство.
Избухването на Тридесетгодишната война 1618 г. води до тежки загуби на Анхалт.
Август води от 1621 г. и опекунството за неговия племенник княз Йохан VI фон Анхалт-Цербст, през 1650 г. е регент и за племенника му Вилхелм Лудвиг фон Анхалт-Кьотен.
От 1621 г. Август е член на литературното общество Fruchtbringenden Gesellschaft на брат му Лудвиг (основателят на това общество).

## Фамилия
Август фон Анхалт-Пльотцкау се жени на 25 януари 1618 г. в Ансбах за Сибила (1590 – 1659), дъщеря на граф Йохан Георг I фон Золмс-Лаубах. Те имат децата:
- Йохана (1618 – 1676), дехантин в Кведлинбург
- Ернст Готлиб (1620 – 1654), княз на Анхалт-Пльотцкау
- Лебрехт (1622 – 1669), княз на Анхалт-Кьотен

∞ 1655 графиня София Елеонора фон Щолберг-Вернигероде (1628 – 1675)
- Доротея (1623−1637)
- Еренпрайз (1625 – 1626)
- София (1627 – 1679)
- Елизабет (1630 – 1692)
- Емануел (1631 – 1670), княз на Анхалт-Кьотен

∞ 1670 графиня Анна Елеанора фон Щолберг-Вернигероде (1651 – 1690)